# سيم ديركس
سيم ديركس (بالهولندية: Sem Dirks) هو لاعب كرة قدم هولندي، ولد في 14 مارس 2001 في هولندا في مملكة هولندا.

## وصلات خارجية
- سيم ديركس على موقع إي إس بي إن إف سي (الإنجليزية)
- سيم ديركس على موقع قاعدة بيانات كرة القدم.إي يو (الإنجليزية)
- سيم ديركس على موقع Soccerway.com (الإنجليزية)
- سيم ديركس على موقع عالم كرة القدم.نت (الإنجليزية)